# 多萼小檗
多萼小檗（学名：Berberis circumserrata var. occidentalior）为小檗科小檗属下的一个变种。

## 扩展阅读
- 維基物種上的相關：多萼小檗